# Microsoma exigua
Microsoma exigua är en tvåvingeart som först beskrevs av Johann Wilhelm Meigen 1824.  Microsoma exigua ingår i släktet Microsoma och familjen parasitflugor. Inga underarter finns listade i Catalogue of Life.